# Hanna Ferm
Hanna Alma Beata Ferm (Pixbo, 23 ottobre 2000) è una cantante svedese.

## Biografia
Hanna Ferm è salita alla ribalta nel 2014 con la sua partecipazione al talent show di TV3 Talang Sverige, la versione svedese di Got Talent, dove è arrivata in semifinale. Nel 2017 ha partecipato alla tredicesima edizione del talent show canoro Idol, finendo al secondo posto. Dopo la fine del programma ha firmato un contratto con la Universal Music, con cui ha iniziato a pubblicare musica.
La cantante ha preso parte a Melodifestivalen 2019, il festival musicale svedese che funge da selezione nazionale per l'Eurovision Song Contest, cantando Hold You in duetto con Liamoo. Dopo aver vinto la loro semifinale, si sono piazzati al 3º posto su 12 partecipanti nella finale. Il singolo ha raggiunto la 2ª posizione della classifica svedese.
Hanna Ferm è tornata a Melodifestivalen l'anno successivo, questa volta come solista, con la canzone Brave. Per il secondo anno di fila ha avuto accesso diretto alla finale, dove si è piazzata al 4º posto su 12 partecipanti. Brave ha debuttato al 9º posto nella classifica dei singoli, la posizione più alta per una canzone di Melodifestivalen 2020. För evigt, uscito nel 2021, ha ricevuto il doppio platino dalla IFPI Sverige con oltre 160 000 unità vendute.

## Discografia

### EP
- 2022 – Ingen aning vart jag landar

### Singoli
- 2018 – Never Mine
- 2018 – Habit
- 2019 – Hold You (con Liamoo)
- 2019 – Torn
- 2019 – Outta Breath
- 2020 – Brave
- 2020 – Sweet Temptation
- 2020 – I Met Somebody (con John De Sohn)
- 2021 – För evigt
- 2021 – Satisfaction (con B.Baby e Yei Gonzalez)
- 2021 – Aldrig nånsin
- 2021 – Flyg fula fluga flyg (con Junie)
- 2023 – Vet hon om?
- 2023 – Det är jag inte du
- 2023 – Undantag
- 2023 – Kommer aldrig förlora (con Olivia Lobato)
- 2023 – Valborg
- 2024 – Mellanrum
- 2024 – Om jag inte kan leva med dig varför dör jag då utan dig